# Đầm Lập An
Đầm Lập An (hay còn được gọi là Đầm An Cư, Vụng An Cư hoặc Đầm Lăng Cô) là một đầm nước lợ nằm cạnh đèo Phú Gia, bên bờ vịnh Lăng Cô, thuộc địa phận thị trấn Lăng Cô, huyện Phú Lộc, thành phố Huế. Đây là một trong 12 đầm phá tiêu biểu của Miền Trung Việt Nam.
Nằm ở khối núi Hải Vân – Bạch Mã, Đầm Lập An nằm trong ranh giới giữa hai miền khí hậu Bắc và Nam, trong vùng có tâm mưa lớn. Đầm có diện tích lưu vực là 71 kilômét vuông (7.100 ha), diện tích mặt nước là 16,47 kilômét vuông (1.647 ha), với hai nguồn nước chính là sông suối và vịnh biển. Ngoài ra, đầm còn nằm trong vùng chuyển tiếp giữa bán nhật triều không đều và nhật triều không đều. Nhiệt độ môi trường nước của Đầm Lập An dao động trong khoảng từ 18–31 °C.
Tọa lạc tại vùng rìa đông bắc của đới kiến trúc hesinit Trường Sơn, lịch sử của Đầm Lập An gắn liền với quá trình mài mòn vũng, vịnh. Quá trình hình thành đầm gồm 4 giai đoạn: thung lũng chân núi, đầm lầy ven biển, vịnh biển và đầm phá. Có 8 loại trầm tích ứng với 8 kiểu môi trường khác nhau xuất hiện trong đầm. Hệ động thực vật của khu vực đa dạng, phong phú với rừng ngập mặn là tiêu biểu.
Hoạt động kinh tế của Đầm Lập An đa dạng, nhưng chủ yếu là khai thác thủy sản, tiêu biểu là khai thác hàu. Đây là vựa hàu lớn nhất của Vịnh Lăng Cô. Với tiềm năng du lịch lớn, đầm còn được đưa vào địa giới quy hoạch tổng thể phát triển của khu du lịch Lăng Cô – Cảnh Dương đến năm 2025, tầm nhìn đến năm 2030 của thành phố Huế. Mặc dù vậy, Đầm Lập An vẫn phải đối mặt với nhiều vấn đề về xã hội, sinh học và môi trường.

## Tên gọi
Theo lời kể của người dân, Đầm Lập An ban đầu có tên gọi là Đầm Làng Cò, vì lúc bấy giờ, hệ sinh thái bao phủ quanh đầm còn rất phong phú nên thu hút nhiều đàn cò về trú ngụ. Đến thời Pháp thuộc, đầm được người Pháp đọc thành "Lăng Cô". Sau Chiến tranh Việt Nam, đầm được đổi tên thành Lập An.
Theo sách Đại Nam nhất thống chí, vào triều nhà Nguyễn, Đầm Lập An có tên gọi là Đầm Sam, vì trong đầm có nhiều con sam. Ngoài tên Đầm Sam thì đầm còn có tên khác là Đầm Hậu, Đầm An Cư, Vịnh Sò.

## Địa lý
Đầm Lập An nằm ở phía tây bờ Vịnh Lăng Cô, trải dài từ chân Đèo Phú Gia đến cửa biển Hải Vân, được bao quanh bởi dãy núi Bạch Mã. Đầm thuộc địa phận thị trấn Lăng Cô, huyện Phú Lộc, tỉnh Thừa Thiên Huế và cách thành phố Huế 60 kilômét (37 mi) về phía Đông Nam theo Quốc lộ 1 tuyến Đà Nẵng – Huế.
Là một trong 12 đầm phá tiêu biểu của Miền Trung Việt Nam từ vĩ độ 11° đến 16° bắc, Đầm Lập An thuộc loại đầm phá kín từng phần, quy mô nhỏ và có dạng hình học đẳng thước.

### Khí hậu
Đầm Lập An nằm giữa hai khối núi Hải Vân và Bạch Mã, nơi phân chia ranh giới giữa hai miền khí hậu nhiệt đới gió mùa cận chí tuyến bắc và miền khí hậu nhiệt đới gió mùa cận xích đạo. Bên cạnh đó, đầm còn mang hình thái khí hậu nhiệt đới gió mùa có mùa đông lạnh vừa (hình thái khí hậu đặc trưng của phần phía nam khu vực Bắc Trung Bộ) và trong vùng có tâm mưa lớn.

### Thủy văn

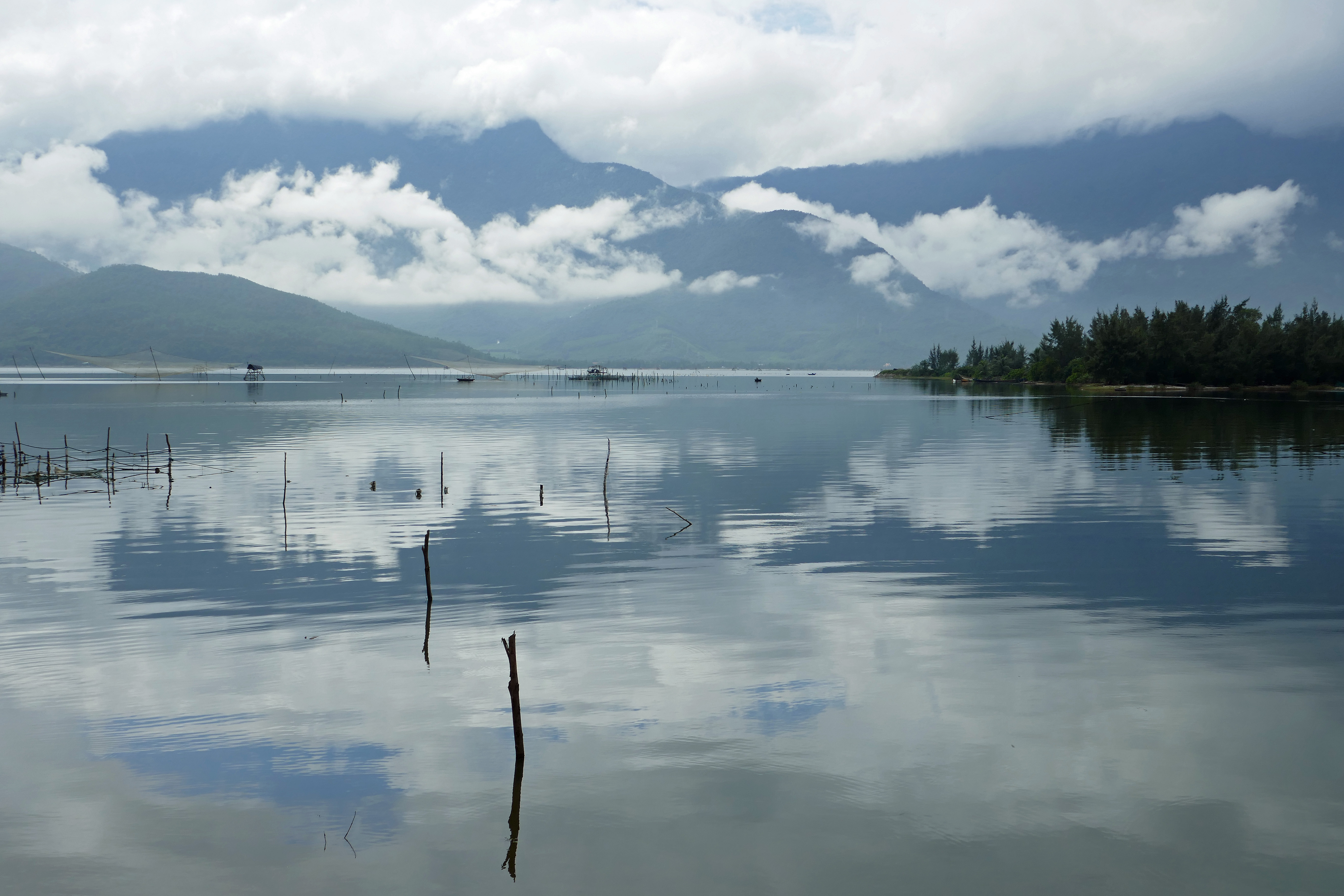
Mặt nước đầm Lập An

Đầm Lập An có diện tích lưu vực rộng khoảng 71 kilômét vuông (7.100 ha). Riêng diện tích mặt nước là 16,47 kilômét vuông (1.647 ha), phụ thuộc vào chế độ thủy triều và lượng mưa. Đầm có chiều dài 6 kilômét (3,7 mi), rộng 3,5 kilômét (2,2 mi), độ sâu trung bình là 1,2–1,8 mét (3,9–5,9 ft). Cửa đầm hẹp và sâu, có chiều dài 1.000 mét (0,62 mi) và rộng 150 mét (0,093 mi), với độ sâu dao động từ 1 đến 8 mét (3,3 đến 26,2 ft), nằm ở phía nam cạnh khối núi Hải Vân. Nguồn nước của Đầm Lập An hòa lẫn từ nguồn nước của Vịnh Lăng Cô với hai con sông nhỏ (Hói Mít và Hói Dừa) và các khe suối chảy ra từ các dãy núi cao xung quanh. Nhờ lợi thế này nên mùa mưa nguồn nước ngọt đổ vào đầm khá nhiều. Vào mùa hè tuy lượng nước có giảm đi nhưng nguồn nước của một số khe suối chảy vào vẫn được duy trì.
Dao động nước của Đầm Lập An nằm trong vùng chuyển tiếp giữa bán nhật triều không đều và nhật triều không đều. Tại Cửa Lăng Cô, mực nước triều trung bình là −8 xentimét (−0,080 m) trong đó mực nước cao nhất đạt 106 xentimét (1,06 m) và thấp nhất xuống đến −77 xentimét (−0,77 m) cm. Độ lớn thủy triều cực đại là 87 xentimét (0,87 m), độ lớn cực tiểu là 48 xentimét (0,48 m), trung bình là 42 xentimét (0,42 m). Biên độ dao động thủy triều có thể lên đến 90 xentimét (0,90 m).

## Đặc điểm nguồn nước

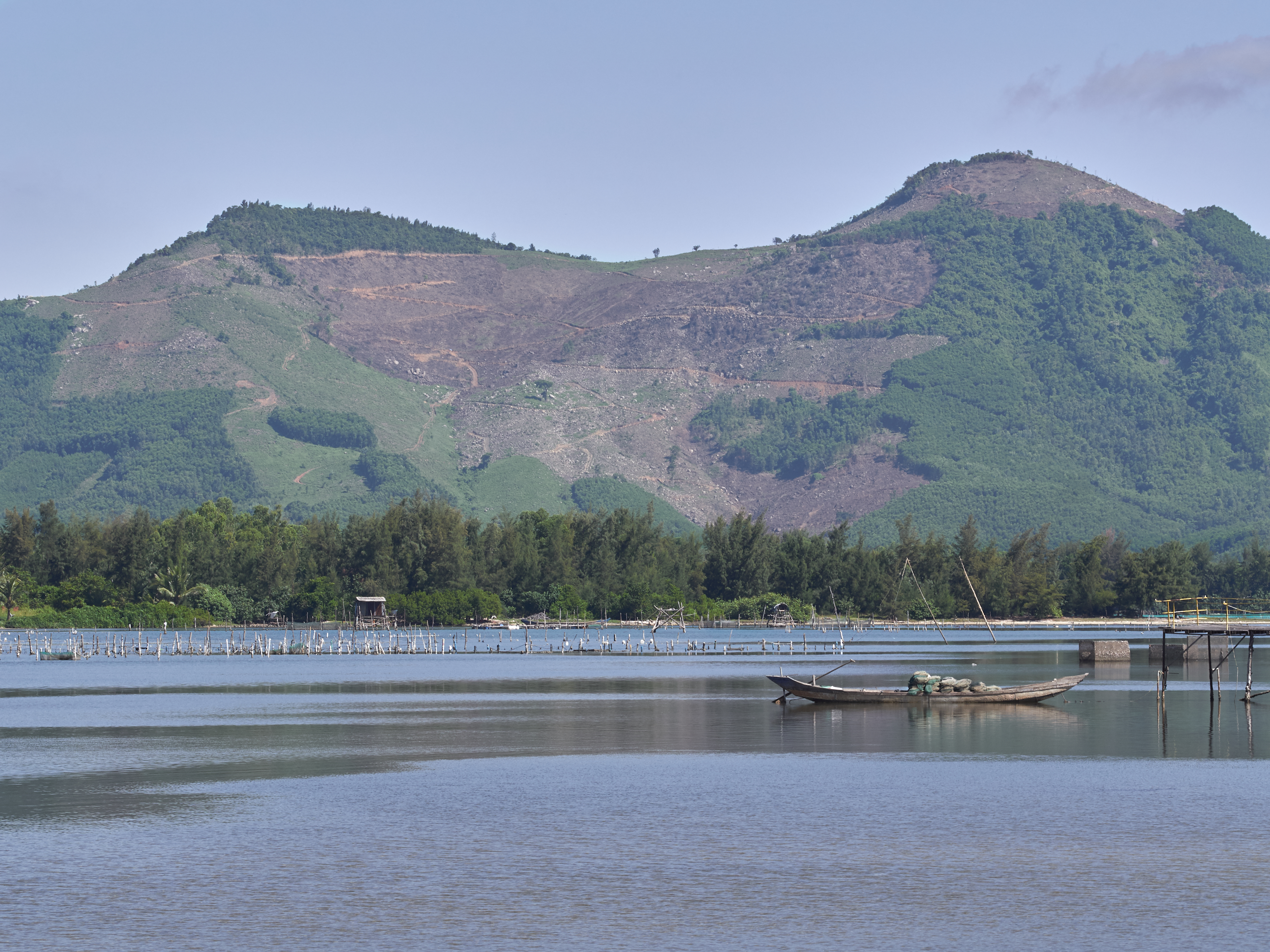
Một góc đầm Lập An

Theo số liệu quan trắc của Viện Tài nguyên, Môi trường và Công nghệ sinh học trực thuộc Đại học Huế (giai đoạn 2005–2008), nhiệt độ môi trường nước của Đầm Lập An dao động trong khoảng từ 18–31 °C, độ pH dao động từ 7,4–8,5‰, độ đục ở khoảng 0–18 NTU. Hàm lượng chất rắn lơ lửng dao động trong khoảng 38–186 mg/l, vượt ngưỡng an toàn cho các hoạt động tắm (25 mg/l) và nuôi thủy sản (50 mg/l) theo TCVN 5943–1995.
Hàm lượng các chất hữu cơ như BOD5 0,5–1,6 mg/l và chỉ số oxy hòa tan của Đầm Lập An lần lượt là 0,5–1,6 mg/l và 5,6–6,9 mg/l, thỏa mãn TCVN 5943–1995. Chỉ số COD nằm trong mức cao (10,2–20,5 mg/l), không đáp ứng Quy chuẩn Kỹ thuật quốc gia 10:2008/BTNMT. Thành phần amoni trong nước luôn ở mức cao (0,63–0,65 mg/l) so với tiêu chuẩn (0,1–0,5 mg/l cho tất cả các mục đích). Trong khi đó chỉ số P-PO43- luôn nhỏ hơn 0,01 mg/l, do đó không có nguy cơ thừa dinh dưỡng.
Lượng kim loại nặng trong nguồn nước Đầm Lập An được xác định là trong ngưỡng an toàn. Cụ thể, hàm lượng sắt ổn định trong ngưỡng 0,01–0,24 mg/l, trong khi hàm lượng chì dao động từ 0,76–1,27 µg/l. Tuy nhiên, thành phần coliform trong đầm dao động ở khoảng khá lớn (0–10.000 MPN/100 ml), trong nhiều trường hợp vượt ngưỡng an toàn (1.000 MPN/100 ml).

## Lịch sử hình thành và cấu trúc địa chất
Đầm Lập An nằm ở rìa đông bắc của đới kiến trúc hesinit Trường Sơn, có hình dáng giống như một chiếc túi nước lớn ăn sâu vào đất liền. Lịch sử hình thành Đầm Lập An là đặc trưng của quá trình mài mòn vũng, vịnh. Bởi lẽ, dưới lớp trầm tích hiện đại ở phần phía bắc của vực nước, các nhà khoa học đã phát hiện ra nhiều lớp hàu vôi bị chôn vùi.
Quá trình hình thành Đầm Lập An trải qua 4 giai đoạn. Giai đoạn thung lũng chân núi xảy ra trước biển tiến Holocen, với hình dáng là một thung lũng ven núi; giai đoạn đầm lầy ven biển xảy ra vào 7–8 nghìn năm trước, khi biển tiến vào khu vực Thừa Thiên Huế, biến Đầm Lập An thành một hồ nước ngọt và sau đó là đầm lầy; giai đoạn vịnh biển là lúc biển tiến mạnh nhất, kéo dài từ 7–8 nghìn năm trước đến 5–6 nghìn năm trước, làm cho khu vực trở thành một vịnh biển với cửa rộng khoảng 6 km, diện tích mặt vịnh đạt tối đa; giai đoạn đầm phá bắt đầu từ 5–6 nghìn năm trước, gắn liền với quá trình bồi tụ và sự dâng chậm lại của nước biển. Dòng bồi tích ven bờ tạo thành doi cát, biến vịnh thành đầm. Đê cát chắn của đầm có chiều cao từ 6 đến 18m, gồm hai thế hệ liền kề: thế hệ đầu có nguồn gốc từ đèo Phú Gia, núi Đá Kép, thuộc thế địa chất Holocene sớm – giữa (hệ tầng Nam Ô); thế hệ thứ hai có dạng nối đảo, bắt nguồn từ núi Tròn, chạy dọc theo hướng tây bắc – đông nam đến cửa hiện nay, thuộc thế Holocene muộn.
Người ta thấy rằng quá trình mài mòn vũng, vịnh của đầm tương ứng với quá trình hình thành đê cát thế hệ đầu. Một nghiên cứu năm 2008 đã chỉ ra rằng Đầm Lập An có 8 loại trầm tích: cát lớn, cát trung, cát nhỏ, bột lớn, bùn bột nhỏ, bùn sét bột, bùn sét và cát nhỏ lẫn với cuội sỏi không thể phân chia. Các trầm tích này tồn tại trong 8 kiểu môi trường khác nhau, gồm cửa sông suối, ven rìa đầm phá, lòng đầm phá, lạch triều, cửa đầm phá, biển nông ven bờ và đá gốc. Bờ đá gốc chiếm 70% chiều dài đầm.
Cấu trúc môi trường địa chất thẳng đứng của Đầm Lập An tương đối đơn giản: tầng móng cấu tạo từ các loại đá granit biotit, granit hai mica thuộc phức hệ Hải Vân, sa thạch dạng quaczit, đá phiến thạch anh–mica, đá phiến thạch anh-sericit, đá phiến sericit-clorit (có độ dày từ 500–1000 m) thuộc phân hệ tầng dưới của hệ tầng Long Đại. Tầng phủ gồm các thành tạo bở rời đa nguồn gốc thuộc hệ tầng Phú Bài, hệ tầng Phú Vang và các loại trầm tích Holocene (muộn và hiện đại), các trầm tích Đệ tứ không phân chia có độ dày 40 m. Riêng cấu trúc ngang của đầm phức tạp hơn, gồm nhiều phân vị khác nhau về nguồn gốc, tương ứng với kiểu môi trường địa chất đầm phá ven bờ với các phụ kiểu, bãi triều, vi châu thổ đầm phá, lòng chảo đầm phá và nơi lắng đọng các trầm tích hạt nhỏ tướng đầm hồ điển hình.

## Hệ động thực vật
Theo khảo sát và kiểm kê của Viện Tài nguyên và Môi trường biển năm 1998, khu hệ Vịnh Chân Mây – Đầm Lập An có 702 loài. Trong đó phần lớn là thực vật phù du (194 loài), xếp sau là cá (188 loài), san hô (95 loài), động vật phù du (78 loài), rong tảo (51 loài) thân mềm (39 loài), thực vật ngập mặn (25 loài), giáp xác (22 loài), cỏ biển (7 loài). Da gai và tay cuộn xếp ít nhất với mỗi ngành 1 loài.
Đầm Lập An là nơi cư ngụ của 382 loài thực vật trên cạn, 35 loài thú, 57 loài chim và 21 loài ếch nhái. Hệ thực vật theo mùa gồm 132 loài về mùa mưa, 170 loài về mùa khô. Đầm có 3 loài cỏ biển thuộc 3 chi, 2 họ. Trong đó, loài ưu thế là cỏ hẹ tròn, sau đó đến cỏ bò biển và cỏ xoan biển. Đây cũng là nơi tập trung của 135 loài thuộc 4 ngành Rong biển (ngành rong Đỏ chiếm 68 loài, ngành rong Nâu có 35 loài, ngành rong Lục có 24 loài và ngành rong Lam gồm 8 loài).
Một cuộc khảo sát được thực hiện năm 2004 do Viện Hải dương học có trụ sở tại Nha Trang, Khánh Hòa tiến hành đã tìm thấy 144 loài thực vật phù du khác nhau trong khu vực Đầm Lập An. Trong đó 114 loài được ghi nhận trong mùa mưa và 115 loài xuất hiện trong mùa khô. Chiếm số lượng cao nhất là tảo cát, kế đến là tảo đơn bào hai roi. Trong số các loài tảo này có đến 17 loài được xác nhận là độc hại (mùa mưa 14 loài và mùa khô 10 loài).
Thực vật ngập mặn ở Đầm Lập An có diện tích lớn nhất và đa dạng về thành phần cây hơn so với những nơi khác trên địa bàn Thừa Thiên Huế, gồm 33 loài thuộc 32 chi, 25 họ và 2 ngành (Dương xỉ và Ngọc lan), phân bố tập trung thành 5 khu vực khác nhau trong đầm.

## Kinh tế

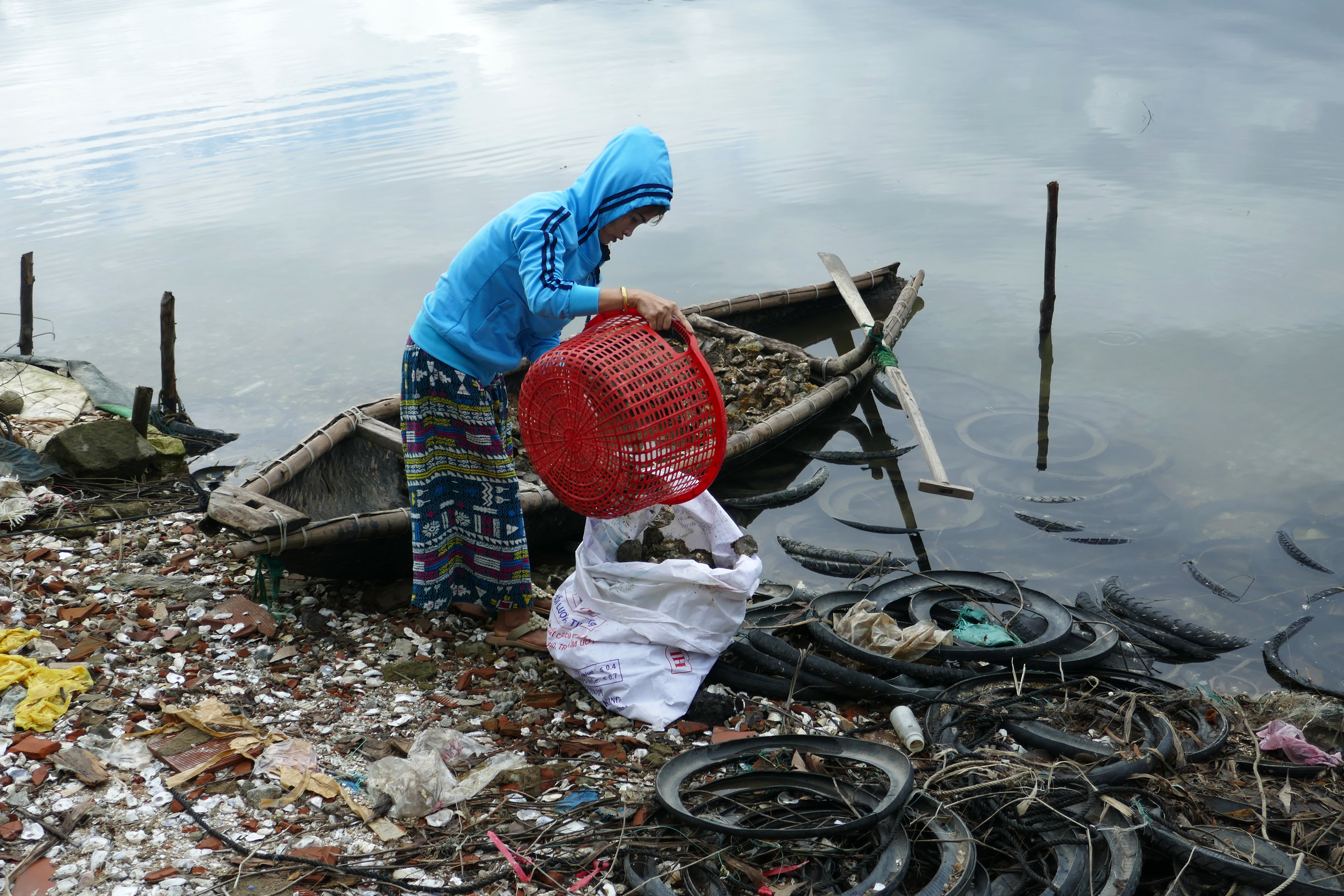
Khai thác hàu từ lốp xe tại Đầm Lập An

Giai đoạn 1975–1986, hoạt động kinh tế của vùng Đầm Lập An chủ yếu là sản xuất nông lâm nghiệp (trồng dừa và cây lương thực) và khai thác muối. Đặc điểm của các hoạt động kinh tế này là diễn ra trong thời gian ngắn và không mang lại hiệu quả cao. Đến những năm cuối thế kỉ 20, nghề nuôi tôm sú mới xuất hiện và nhanh chóng trở thành một phong trào. Năm 1997, xuất hiện nghề nuôi hàu tại Đầm Lập An, nghề sau này trở thành phương tiện kinh tế chính của cư dân sống quanh đầm. Dựa vào tập tính sống bám của hàu, người nuôi sử dụng nhiều loại giá thể khác nhau như cọc gỗ, cọc tre, trụ xi măng, đá và các lồng treo trên giàn. Ban đầu, người nuôi hàu dựng các cọc gỗ xuống đầm để hàu bám vào. Sau này, do nhận thấy việc này mất nhiều thời gian, tốn kém chi phí mà lại nhanh hỏng nên người dân chuyển sang dùng lốp xe cũ. Năm 1997, chỉ có một hộ nuôi hàu với vài chục cọc gỗ, nhưng 4 năm sau con số này đã tăng lên 103 hộ với hơn 56.000 cọc gỗ. Đến năm 2016, có tổng cộng 224 hộ tham gia nuôi hàu tại Đầm Lập An. Con số này là 243 hộ vào năm 2019, với sản lượng hàng năm là 400–500 tấn. Bình quân mỗi hộ thu nhập khoảng 30–100 triệu đồng/năm. Do đó, Đầm Lập An là vựa hàu lớn nhất của vịnh Lăng Cô.
Có 5 loài hàu được nuôi ở khu vực Đầm Lập An, gồm hàu cửa sông (Crassotrea rivularis), hàu sữa Thái Bình Dương (Crassotrea gigas), hàu mỏ vịt (Crassotrea sp1.), hàu ốc (Crassotrea sp2.) và hàu đá (Saccostrea cucullata). Trong đó hàu cửa sông là loài được nuôi nhiều nhất. Mùa vụ nuôi thường kéo dài từ 9 đến 11 tháng (từ tháng 3 đến tháng 12 hoặc tháng 1 của năm sau). Giá bán giao động từ 3.000 đồng/kg đến 40.000 đồng/kg tùy từng loại và chất lượng.
Bên cạnh nghề nuôi hàu, người dân sống quanh khu vực Đầm Lập An còn nuôi trồng các loại thủy sản khác như cá lồng bè, vẹm xanh và các nghề khai thác thủy sản khác nhau như lưới bén, lừ xếp, rớ giàn, đáy... Năm 2003, sản lượng nuôi trồng khai thác thủy sản của người dân trong đầm đạt 127 tấn, trong đó chiếm phần lớn là nuôi tôm (80 tấn). Sản lượng cá mú đạt 7 tấn, vẹm xanh đạt 18 tấn, hàu đạt 13 tấn và 2 tấn ốc hương.
Ngoài các ngành nuôi trồng và đánh bắt thủy sản, Đầm Lập An còn nổi tiếng với nghề nung vôi hàu, đáp ứng sản lượng 100 tấn vôi hàu cho khu vực từ Quảng Bình đến Bình Thuận và Tây Nguyên. Theo số liệu năm 2011, mỗi chủ nung vôi hàu có mức thu nhập bình quân khoảng 400 nghìn đến 4 triệu đồng/ngày, riêng người lao động có mức thu nhập từ 100 - 200 nghìn đồng/ngày. Tuy nhiên, nghề nung vôi hàu đã chính thức dừng hoạt động vào năm 2013.

## Du lịch

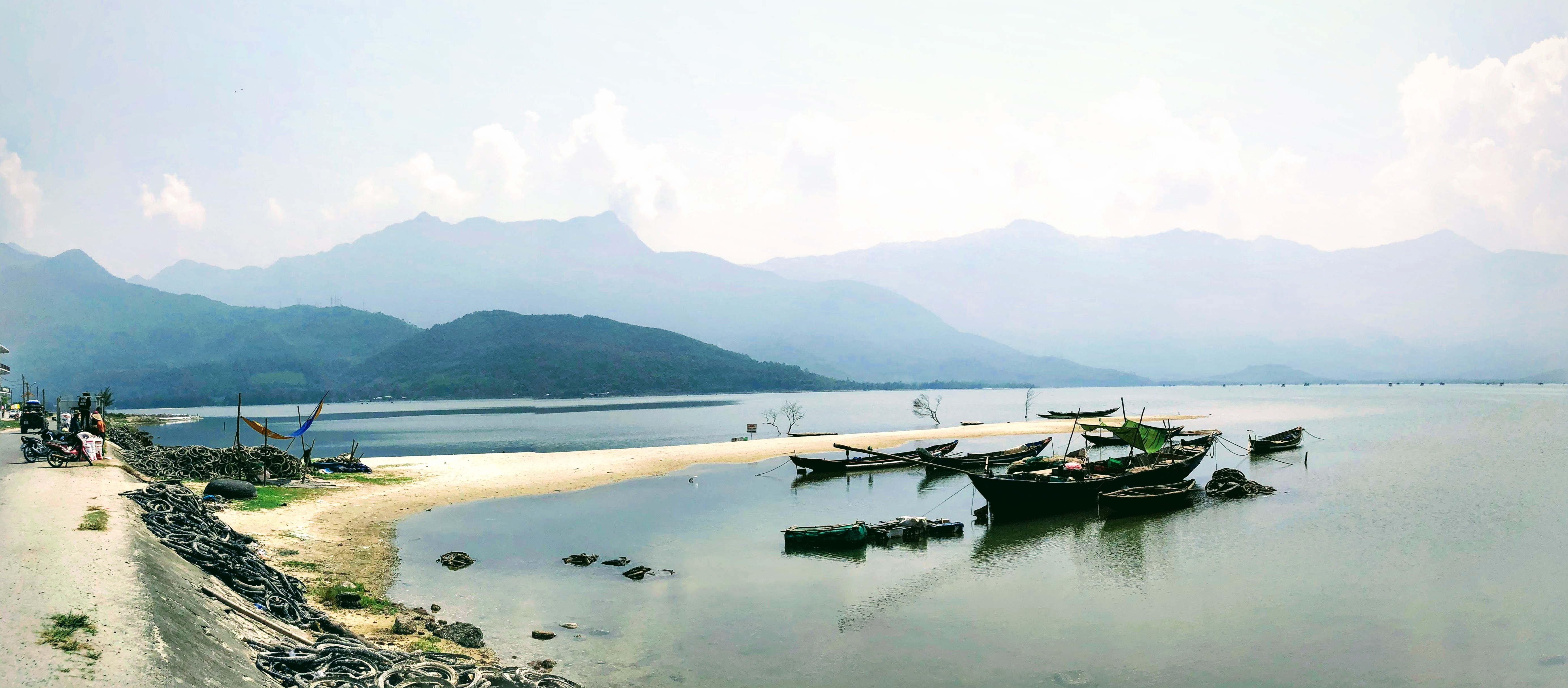
Bãi cát nổi trên bờ đầm

Đầm Lập An là một địa điểm thu hút khách du lịch ở Thừa Thiên Huế. Nằm trong địa giới quy hoạch tổng thể phát triển của khu du lịch Lăng Cô – Cảnh Dương đến năm 2025, tầm nhìn đến năm 2030 của tỉnh Thừa Thiên Huế, Đầm Lập An nằm trong Phân khu du lịch đầm Lập An (Phân khu A). Phân khu này có diện tích khoảng 70 ha, đồng thời là trung tâm dịch vụ du lịch của khu du lịch Lăng Cô – Cảnh Dương. Theo đó, việc quy hoạch phải "ưu tiên phát triển trung tâm dịch vụ du lịch sinh thái, vui chơi giải trí, ẩm thực trên cơ sở khai thác lợi thế mặt nước của đầm Lập An".

## Vấn đề môi sinh và xã hội
Việc chuyển đổi mô hình nuôi hàu từ giá thể gỗ sang lốp xe của người dân Đầm Lập An đã để lại nhiều ảnh hưởng đến cảnh quan và môi trường tại khu vực này. Theo nghiên cứu của Viện Tài nguyên Môi trường và Công nghệ sinh học (Đại học Huế), "việc ngâm lốp xe cao su đã qua sử dụng lâu ngày trong nước sẽ gây ô nhiễm nguồn nước nghiêm trọng; khí độc, độ đục của nước cũng tăng lên và gây suy thoái thủy vực". Bên cạnh đó còn có nhiều lo ngại cho rằng hàu được nuôi bằng lốp xe có thể gây ung thư cho người ăn. Tuy nhiên, kết luận của Sở Nông nghiệp và Phát triển nông thôn tỉnh Thừa Thiên Huế đã xác định chất lượng hàu ở Đầm Lập An "bảo đảm an toàn thực phẩm". Theo quy hoạch của nhà chức trách tỉnh Thừa Thiên Huế, họ sẽ giảm diện tích nuôi hàu ở Đầm Lập An xuống còn 100 ha, đồng thời chuyển đổi từ mô hình nuôi hàu bằng lốp xe sang nuôi hàu bằng bè tre âm mặt nước. Tuy nhiên, công tác giải tỏa còn chậm vì nhiều lý do. Hoạt động nung vôi hàu, từng là kế sinh nhai của người dân Đầm Lập An cũng gây ô nhiễm môi trường và làm tuyệt diệt nhiều loài sinh vật. Dù bị chính quyền Thừa Thiên Huế cấm từ năm 2005 nhưng vấn nạn này chỉ chấm dứt vào năm 2013. Ngoài ra, còn có tình trạng nhiều công trình bê tông mọc lên, đe dọa môi trường sống của các loài thủy sinh trong đầm, đi kèm vấn nạn ô nhiễm môi trường do rác thải của khách du lịch. Quá trình bồi lắng tự nhiên xen kẽ với tác động của con người khiến đầm bị bồi lắng, làm cho việc trao đổi nước giữa đầm và biển giảm sút, gây ảnh hưởng đến các hoạt động kinh tế, xã hội, ô nhiễm môi trường và hủy hoại hệ sinh thái tự nhiên.
Theo khảo sát của các nhà khoa học đến từ Phân Viện Hải dương học có trụ sở tại Hải Phòng, từ năm 1995 đến 2004, diện tích phân bố của cỏ biển tại Đầm Lập An đã giảm 50% trong vòng 10 năm (từ 250 ha xuống còn 120 ha). Thảm thực vật ngập mặn phân bố quanh đầm, từng là hệ sinh thái với hệ động thực vật phong phú nay cũng đang giảm sút nghiêm trọng do các hoạt động kinh tế, xã hội của con người. Theo nhà nghiên cứu Phạm Ngọc Dũng, tổng diện tích thực vật ngập mặn bị mất đi từ năm 1975 đến nay là hơn 65 ha.
Một nghiên cứu tiến hành năm 2020 của nhóm các nhà nghiên cứu đến từ Trường Đại học Nông Lâm, Đại học Huế đã cho thấy ảnh hưởng của các loài địch hại đến nghề nuôi hàu của cư dân Đầm Lập An, làm giảm năng suất, chất lượng hàu. Cụ thể, địch hại gồm 4 nhóm, bao gồm 2 loài thuộc họ Vẹm, sun (Balanus sp.), giun nhiều tơ (Polydora sp.); và một số loài ăn thịt (tôm sú, cua xanh, cá dìa. Hình thức gây hại của các loài này là kí sinh bên trong lẫn bên ngoài vỏ, chiếm giá thể, nơi sinh sống của hàu và phá vỡ vỏ hàu để ăn thịt.
Ngoài vấn đề môi sinh, Đầm Lập An cũng nảy sinh nhiều vấn đề xã hội, đặc biệt là vấn nạn lấn đất xây dựng công trình, dựng nhà ở trái phép. Bên cạnh đó, sau khi đề án quy hoạch khu khu du lịch Lăng Cô – Cảnh Dương của Chính phủ có hiệu lực, các tuyến đường đông và tây Đầm Lập An được chỉnh trang và khởi công xây dựng vào năm 2019. Tuy nhiên, đến cuối năm 2020, đầu năm 2021, các tuyến đường này lần lượt xuống cấp, hư hỏng nặng do bão số 13, bất chấp cơn bão này không trực tiếp đổ bộ vào Thừa Thiên Huế.